# Nutida musik (tidskrift)
Nutida musik är en tidskrift som ges ut i fyra nummer per år av den svenska sektionen av Internationella samfundet för samtida musik (ISSM). Tidningen handlar främst om nutida konstmusik, ljudkonst, elektronisk musik och experimentell musik. I tidningen publiceras allt från essäer, reportage, kulturdebattartiklar och recensioner. Chefredaktörer är Magnus Bunnskog och Susanne Skog och ansvarig utgivare är violinisten George Kentros.
Tidskriften grundades 1957 av Sveriges Radio som programskrift för deras dåvarande konsertserie för ny musik. År 1989 beslöt Sveriges Radio att lägga ned utgivningen, men istället övertog den svenska sektionen av ISCM, initialt med stöd av Kungl. Musikaliska akademien, Statens Kulturråd och Sveriges Riksradio.

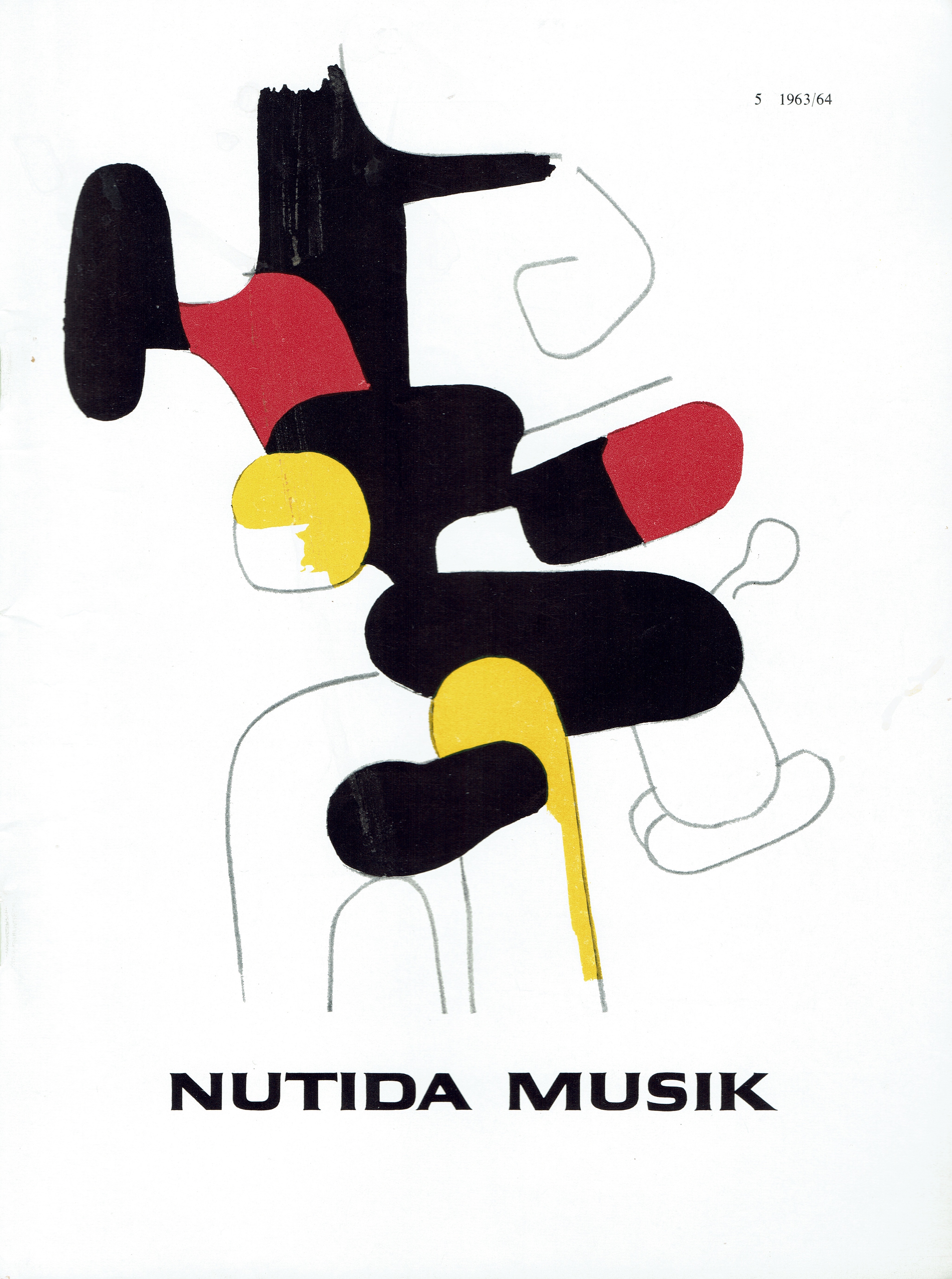
Tidskriften Nutida Musik nr 5, 1963. Omslag av konstnären Rune Jansson.

Många av samtidens främsta namn återfinns som skribenter, bland annat återfinns originaltexter av Igor Stravinsky, Karlheinz Stockhausen, György Ligeti och Iannis Xenakis.
Tidskriftens första chefredaktör var Ingvar Lidholm. Därefter har posten innehavits av bland många andra Christina Tobeck, Bo Rydberg, Bengt-Emil Johnsson, Henrik Karlsson och Andreas Engström.